# Килкиран
Килкиран (англ. Kilkieran; ирл. Cill Chiaráin, Килль-Хаарань) — деревня в Ирландии, находится в графстве Голуэй (провинция Коннахт) у региональной дороги R340. Является частью Гэлтахта.